# Silvánka
Silvánka (německy Silwanka) je část města Uhlířské Janovice v okrese Kutná Hora. Nachází se 2,5 kilometru jihozápadně od Uhlířských Janovic. Silvánka leží v katastrálním území Mitrov u Uhlířských Janovic pod svahem vrchu Vedralova skalka (512 metrů) o výměře 4,36 km².

## Historie
První písemná zmínka o vesnici pochází z roku 1748. V roce 1766 ve vsi žili čtyři chalupníci. V průběhu dějin náležela k obci Žíšov, později ke Kácovu a dnes je součástí města Uhlířské Janovice.

## Další fotografie

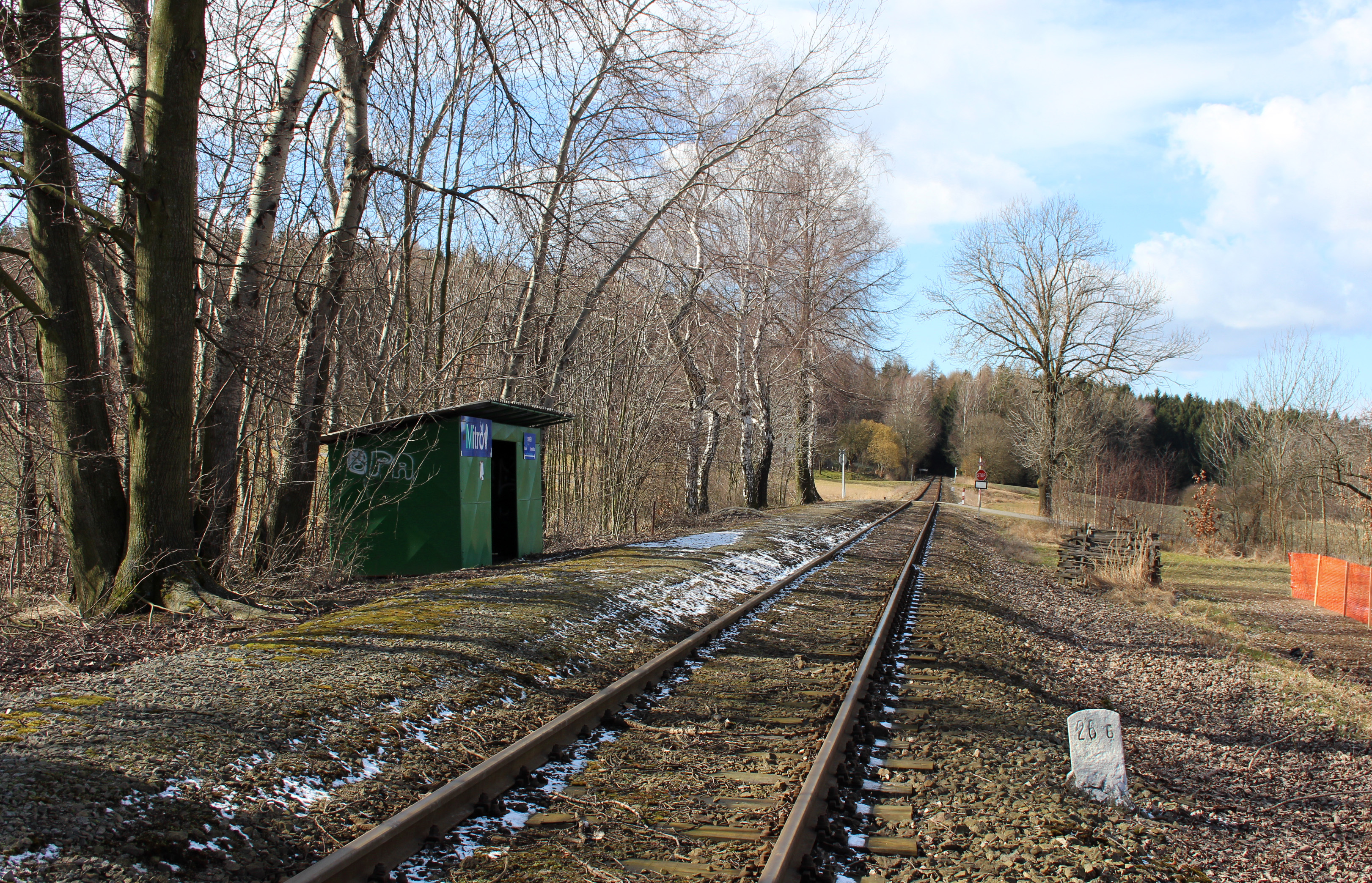
Železniční zastávka u vesnice
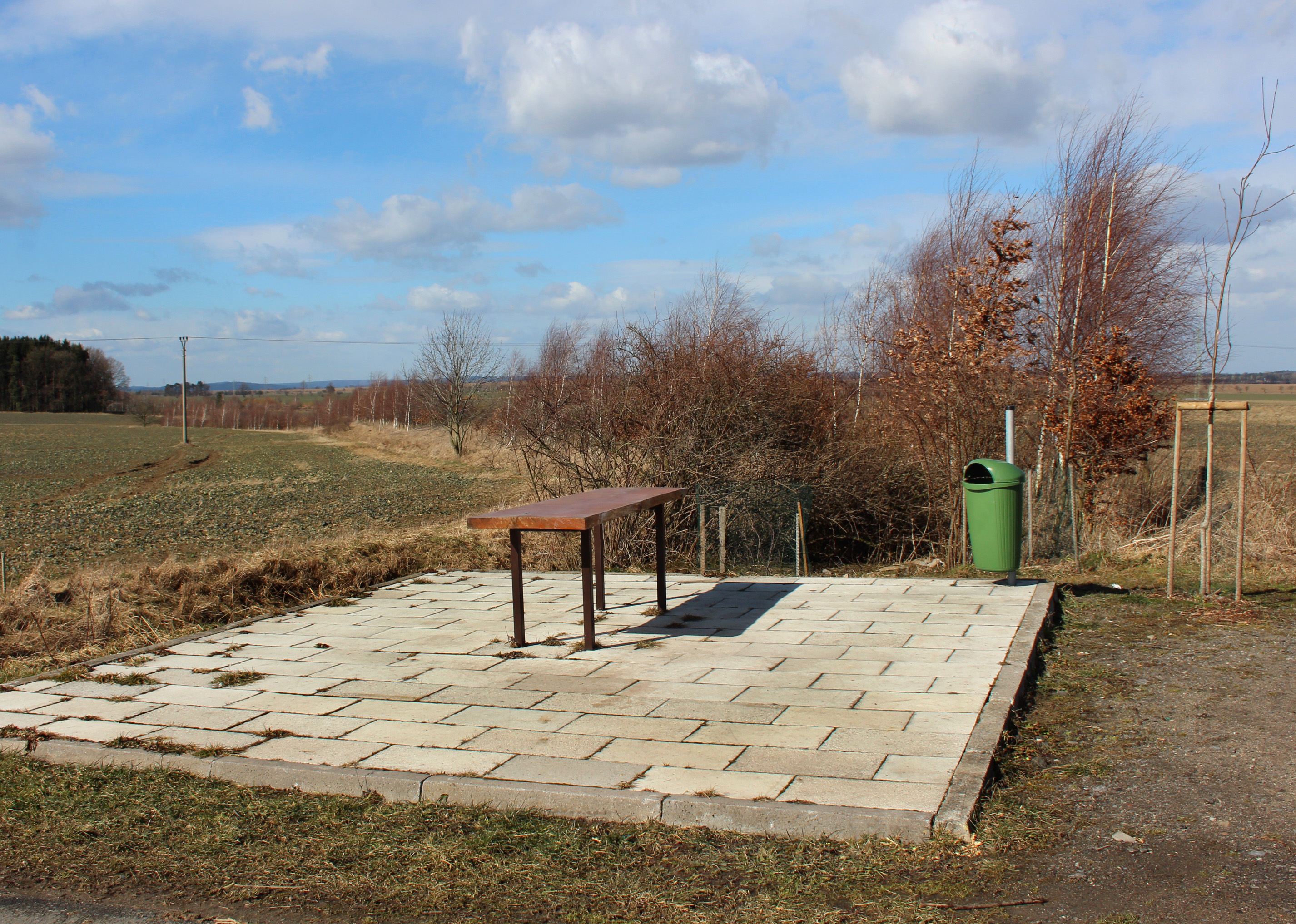
Odpočívadlo
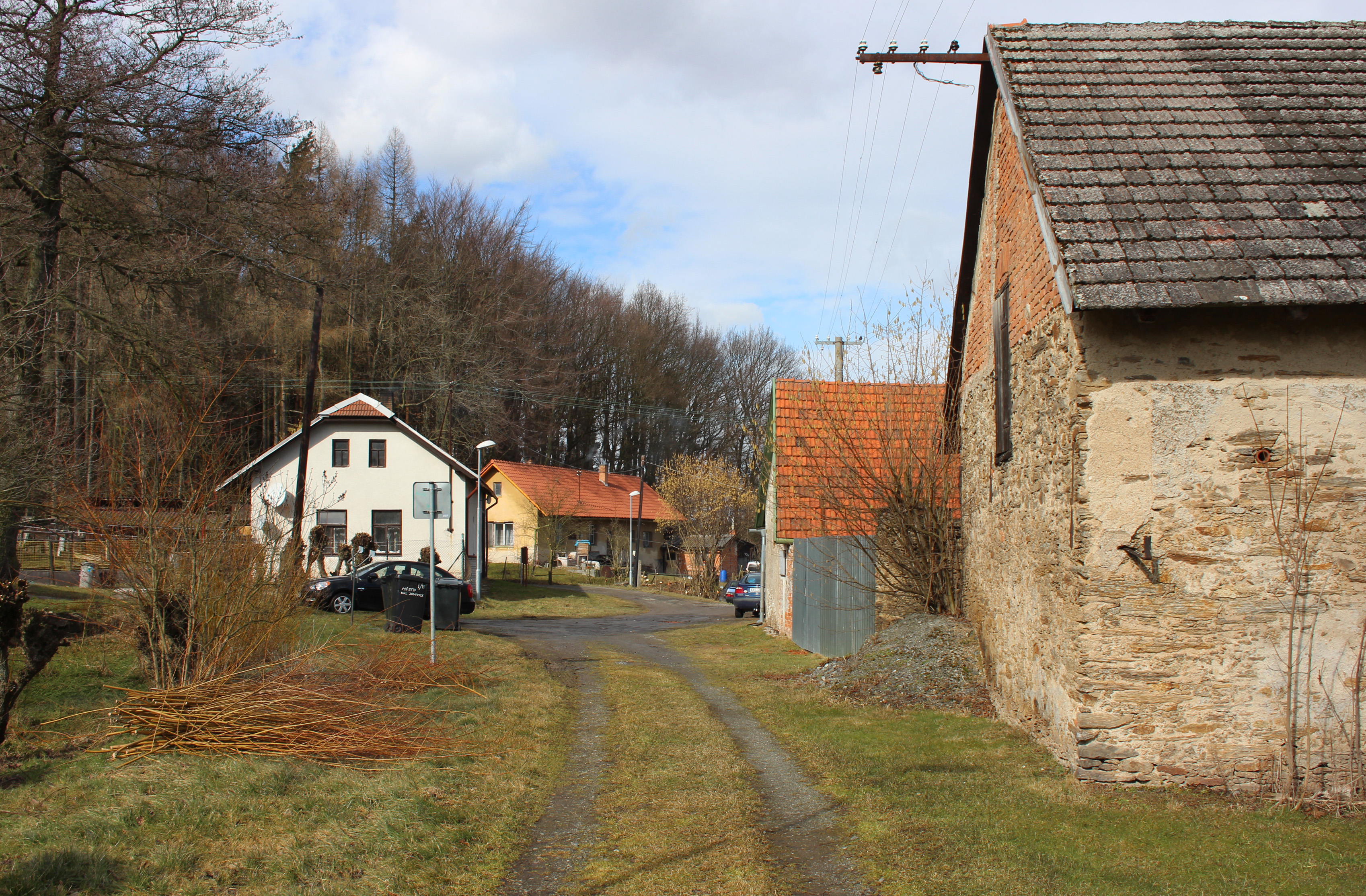
Střed vesnice